# 苏德岛
苏德岛，又译为南岛，是法罗群岛最南端的岛屿，为法罗群岛第4大岛。总面积163.7平方公里，人口4,658（2021年1月）。岛上最高点为Gluggarnir山，海拔610米。自从1950年代开始，岛上人口不断下降。岛上的居民点有13个。法罗群岛最早的足球俱乐部特沃罗伊里足球俱乐部于1892年在该岛成立。島上設有博特努爾發電廠提供電力。